# Lonchodes denticauda
Lonchodes denticauda är en insektsart som beskrevs av Frederick Bates 1865.
Lonchodes denticauda ingår i släktet Lonchodes och familjen Phasmatidae. Inga underarter finns listade i Catalogue of Life.